# غريغ هارت
غريغ هارت (بالإنجليزية: Gregg Hart)‏ هو منافس ألعاب قوى أمريكي، ولد في 21 أغسطس 1970.

## وصلات خارجية
- غريغ هارت على موقع الاتحاد الدولي لألعاب القوى (الإنجليزية)